# Río Escondido
Río Escondido  és una pel·lícula mexicana de drama romàntic de 1948, dirigida per Emilio "Indio" Fernández i protagonitzada per María Félix.

## Sinopsi
Rosaura (María Félix) una jove mestra rural, és comissionada pel President de Mèxic a alfabetitzar un remot poble de l'estat de Coahuila de Zaragoza conegut com a Río Escondido, malgrat que pateix una incurable i mortal malaltia del cor.:124 Rosaura es mostra ràpida i disposada a complir amb l'encàrrec fet pel mandatari, però el poble està sotmès a la tirànica voluntat de Don Regino (Carlos López Moctezuma), president municipal de Río Escondido.
En arribar al poble, Rosaura adopta tres nens que recentment es van quedar orfes a causa d'una epidèmia de verola que assola al poble. Gràcies a la ràpida intervenció del jove passant de medicina, Felipe Navarro (Fernando Fernández), qui cura de la verola a un malalt Regino, aquest accedeix a deixar quedar-se Rosaura.
El problema per Rosaura augmenta quan Regino s'enamora d'ella i aquesta, indignada per les seves insinuacions, es queda vivint a la seva escola al mateix temps que el denuncia públicament. El president municipal acaba obsessionant-se per ella, la qual cosa fa que estigui resolt a fer de la seva vida, i la dels habitants de Río Escondido, un infern. Quan l'aigua al poble s'esgota, quedant solament la dels terrenys de Regino, la situació sembla desesperada per tots. Sense importar-li les circumstàncies, Regino amenaça amb matar a qualsevol que s'atreveixi a robar-li aigua; cosa que al final succeeix quan tiroteja un dels alumnes de Rosaura.
La indignació s'apodera de tots els habitants de Río Escondido i la situació es torna cada vegada més tibant per Regino i els seus sequaços; però ell, obstinat a humiliar Rosaura, decideix entrar enmig de la nit a l'escola de la mestra per abusar d'ella i després expulsar-la del poble. No obstant això, Rosaura aconsegueix defensar-se i matar Regino. Els habitants del poble, en veure el succeït, finalment prenen valor per a acabar amb la resta dels seguidors del mort president municipal.
L'esforç, desafortunadament, resulta massa per al cor de Rosaura; qui acaba esvaint-se. Malgrat les cures de Felipe, ella no pot alleujar-se; però abans de morir, dicta una carta al President de Mèxic, comptant el succeït. Dies després, rep la resposta del President, felicitant-la pels seus esforços i anunciant-li que prendria cartes en l'assumpte per rehabilitar Río Escondido. Però Rosaura no aconsegueix escoltar la resposta de llavis de Felipe, ja que acaba morint. Els habitants de Río Escondido, en agraïment, sepulten Rosaura en una cripta situada a la seva escola.

## Premis
IV edició dels Premis Ariel
| Categoria                | Persona                             | Resultat   |
| ------------------------ | ----------------------------------- | ---------- |
| Millor Pel·lícula        | Millor Pel·lícula                   | Guanyadora |
| Millor Director          | Emilio Fernández                    | Nominat    |
| Millor Actor             | Carlos López Moctezuma              | Guanyador  |
| Millor Actriu            | María Félix                         | Guanyadora |
| Millor Guió Original     | Emilio Fernández Mauricio Magdaleno | Guanyador  |
| Millor Fotografia        | Gabriel Figueroa                    | Guanyador  |
| Millor Música            | Francisco Domínguez                 | Guanyador  |
| Millor Escenografia      | Manuel Fontanals                    | Nominat    |
| Millor Actor de Quadre   | Eduardo Arozamena                   | Nominat    |
| Millor Actuació Infantil | Jaime Jiménez Pons                  | Guanyador  |

## Comentaris
El cineasta francès Jean-Luc Godard no va escatimar elogis per a aquesta cinta quan encara era crític de cinema. Ocupa el lloc número 23 entre Les 100 millors pel·lícules del cinema mexicà publicat per la revista Somos.